# Musée des arts et métiers

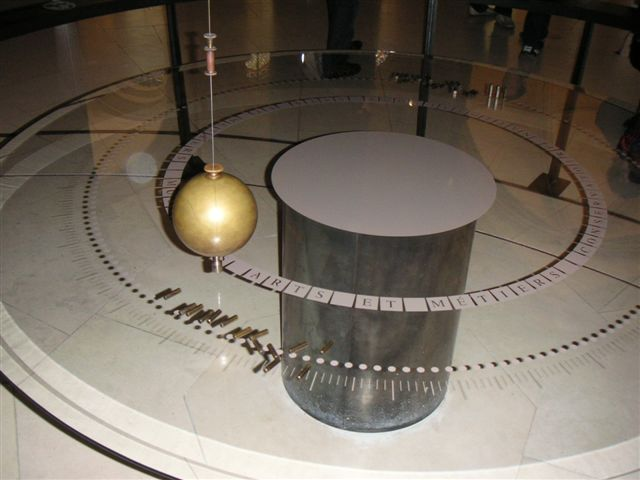
Wahadło Foucaulta w Musée des Arts et Métiers

Musée des arts et métiers – muzeum historii techniki założone w 1794 w Paryżu, część Conservatoire national des arts et métiers; najstarsze muzeum techniki na świecie.
Musée des arts et métiers gromadzi i prezentuje urządzenia, modele i rysunki techniczne. Są tam m.in. pionierski pojazd parowy zbudowany w 1769 r. jako ciągnik artyleryjski przez Nicolasa Cugnota, pierwsze silniki spalinowe konstrukcji Étienne'a Lenoira, najstarsze francuskie samochody z przełomu lat 80.i 90. XIX stulecia. Odrębne miejsce zajmuje zespół modeli przedstawiających różne procesy wytwórcze, od młynarstwa aż po metalurgię, wykonanych na podstawie rycin i opisów, zawartych w Wielkiej Encyklopedii Francuskiej z XVIII w. W zbiorach znajdują się też zachowane instrumenty z laboratorium Antoine'a Lavoisiera.
Część szczególnie cennych eksponatów jest zgromadzona w nawie i prezbiterium dawnego kościoła św. Marcina, gdzie było umieszczone wahadło Foucaulta (obecnie znajduje się w Panteonie w Paryżu), dowodzące swym ruchem trwające obroty Ziemi.
Początkowo ekspozycje paryskiego muzeum poświęcone były poszczególnym dziedzinom nauki i techniki, obecnie po wielkiej przebudowie podjętej przed przypadającą w 1994 r. 200. rocznicą utworzenia muzeum ekspozycje te mają charakter problemowy i dotyczą np. zdobywania surowców czy międzyludzkiej komunikacji.
Podobnie jak Conservatoire National des Arts et Métiers, tak i Musée des Arts posiada swoją siedzibę na ulicy rue Réaumur położonej w 3 dzielnicy Paryża. Najbliższą stacją paryskiego metra jest Arts et Métiers.
Muzeum występuje w powieści Wahadło Foucaulta napisanej przez Umberto Eco.